# Dicymbium elongatum
Dicymbium elongatum là một loài nhện trong họ Linyphiidae.
Loài này thuộc chi Dicymbium. Dicymbium elongatum được James Henry Emerton miêu tả năm 1882.